# الجين القاتل (فلم)
الجين القاتل (بالإنجليزية: The Killing Gene) وعرف أيضاً باسم واز (بالإنجليزية: WΔZ) هو فيلم رعب جريمة بريطاني تم إنتاجه في سنة 2007 وهو من إخراج توم شانكلاند ومن بطولة ستيلان سكارسغارد وميليسا جورج وسلمى بلير وتوم هاردي وسالي هوكينز ومن توزيع شركة فيرتيغو.

## القصة
قصة الفيلم تتكلم غموض يدور حول جثث يتم إيجادها في شارع مظلم وعليها رسوم لقياسات أوزان الجثث مثل wΔz، المحقق إيدي أرغو وشريكته هيلين ويستكوت يبحثون عن معنى هذه الأوزان لكل ضحية ويعرفون من خلال هذه الرموز أن معناها هو: أقتل أحد تحبه=أن تكون أن المقتول، وثم يلجأ المحققان لمعرفة هذه الفلسفة ليعرفوا من هو الجاني.

## البطولة
- ستيلان سكارسغارد بدور إيدي أرغو
- ميليسا جورج بدور هيلين ويستكوت
- توم هاردي بدور بييري جاكسون
- سلمى بلير بدور جين ليرنر
- بول كاييه بدور غيلب
- سالي هوكينز بدور إيلي كاربنتر
- مايكل ولدمان بدور أوهار
- أشلي ووترز بدور دانييل ليوني
- جون شاريان بدور جاك كوريلي
- أليب بارسونز بدور ألاواي

## التقييم
حاز الفيلم على تقييم 71% في موقع الطماطم الفاسدة وعلى 14 نقد معظمها إيجابي.

## وصلات خارجية
- مقالات تستعمل روابط فنية بلا صلة مع ويكي بيانات

- واز على قاعدة بيانات الأفلام على الإنترنت